# Château de Crémat
Le château de Crémat est un château construit à Nice dans le département des Alpes-Maritimes en 1906. C'est un domaine viticole faisant partie du vignoble de Bellet, et un lieu de réception.

## Historique
L'histoire de la culture de la vigne sur les futurs parcelles du Château de Crémat remonte au temps de l'Empire romain, à cette époque une légion s'installe sur le lieu dit Li Plana di Mari qui servait pour la culture de l'olivier et de la vigne. Plus tard, en 1906, Antoine Mari, marchand de vin, fait construire le château sur les galeries souterraines de Li Plana di Mari utilisées à l'époque des Romains pour l'huile et le vin, elles deviennent les caves du château. 
En 1923 le domaine est acquis par une richissime américaine, actionnaire d’une grande compagnie américaine de chemins de fer : Irène Bretz. Cette dernière entreprend des travaux d’aménagement sous la direction du cabinet d’architecture Dalmas, qui œuvra à la construction des grands hôtels de la Belle Époque dont le Carlton à Cannes. Ces transformations, aussi bien intérieures qu’extérieures, n’altèrent en rien l’allure générale du château qui conserve son fier donjon. Mme Bretz, déjà propriétaire du mythique Négresco, recevait à Nice tout ce que la Côte d’Azur comptait de célébrités et l’une des hôtes assidues de ces fastueuses soirées n’était autre que Coco Chanel dont le style domina la mode ; la petite histoire révèle qu’elle se serait inspirée des initiales du château de Crémat, les deux C entrelacés, pour créer le sigle de sa prestigieuse maison de couture.
En 1941, Pierre Thomé, propriétaire du château œuvre conjointement avec les autres exploitations à l'obtention l'AOC pour les vins de Bellet. En 1980 Charles Bagnis achète Crémat. Le vignoble et le vin de Bellet en général sont à leur apogée. Malheureusement il devra se séparer du château dans le milieu des années 1990.
Après être passé entre les mains de Pierre Thomé, président du Syndicat des vignerons et de la famille Bagnis après la Seconde Guerre mondiale, le domaine quelque peu délaissé devient, en 1995, la propriété d’un publicitaire niçois, Jean-Pierre Pisoni ; destiné à accueillir séminaires, rencontres, congrès et réceptions de prestige, le château fait depuis l’objet d’une luxueuse rénovation. Tout en perpétuant la renommée vinicole du lieu, Jean-Pierre Pisoni maintient la devise de la maison : « Nous ne voulons pas être les plus grands, nous voulons être les meilleurs. »
En 2001 c'est un amoureux du vin de Bellet qui acquiert le château : le Néerlandais Cornelis Kamerbeek. Son objectif : retrouver sa superficie historique de 25 ha et ce programme se concrétise avec l'agrandissement et la modernisation des caves, l'installation de nouvelles salles de vente et de dégustation et une attention toute particulière au vignoble. En 2017, le domaine est placé en liquidation judiciaire et racheté par un entrepreneur niçois, Daniel Derichebourg.

## Architecture
Le château de Crémat est construit en 1906 dans le style moyenâgeux caractérisé par son imposante tour à mâchicoulis et ses ornements rococo. Il fait partie du vignoble de Bellet situé sur une des collines de Nice.

## Vignoble
Les vins blancs de ce domaine sont principalement élaborés à partir des cépages rolle et chardonnay. Le rolle, également connu sous le nom de vermentino en Italie, est traditionnellement cultivé dans les régions méditerranéennes. Sur les terroirs chauds du domaine, il offre une expression particulièrement riche et délicate. Le chardonnay, intégré au domaine à la fin des années 1990, contribue à la minéralité distinctive de ces vins blancs.
Pour ce qui est des vins rouges, les cépages principaux sont la folle noire (en) et le grenache. La folle noire, un cépage autochtone et tardif, donne aux vins rouges du domaine leur personnalité unique. Ses arômes profonds se combinent à des tanins soyeux qui, adoucis par le temps, assurent un bel équilibre en fin de bouche. Le grenache, cépage typiquement méditerranéen, complète l’assemblage en apportant richesse, complexité aromatique et douceur.